# Bing Chat
Bing és el nom del cercador de Microsoft, que es va crear com alternativa de Google ja fa molts anys per l'empresa Windows. Sempre ha estat una força en segon pla en no poder aconseguir uns resultats tan afinats com Google.
Bing ha desenvolupat una nova funció anomenada Xat, que està recolzat per una intel·ligència artificial similar a ChatGPT. Es tracta d'un motor conversacional amb el que es pot interactuar amb llenguatge natural. D'aquesta manera, en aquest xat es podran fer preguntes molt variades amb les teves pròpies paraules per obtenir un resultat completament personalitzat, canviant la forma de fer cerques sense haver de pensar en les paraules clau que cal introduir per obtenir el resultat precís.
Microsoft vol buscar les cerques tradicionals amb un format conversacional, de manera que en un mateix cercador es tinguin totes dues coses. Això no deixa de ser una cosa semblant al que planeja Google amb el seu Bard, una IA anunciada ja però que encara no ha arribat.

## Funcionament
Bing ha implementat en la seva funció de xat un LLM (Large Language Mode o Mode de Llenguatge Llarg), que ha estat desenvolupada per la pròpia OpenAI, empresa creadora de ChatGPT. L'han enfocat a l'àmbit de les cerques, per això no s'espera que tingui tantes funcions com ChatGPT.
Aquest sistema és més potent que el que utilitza l'actual ChatGPT. A més d'això, Bing també té una nova forma de treball que han anomenat "model Prometeus", i que millora la rellevància de les respostes que ofereix, les anota i les actualitza. El xat i les seves respostes van evolucionant i actualitzant-se.

Logo Bing.

L'índex central de cerques de Bing inclou al seu nucli del seu algorisme de cerques un model d'intel·ligència artificial. Això és per a les cerques normals. Aquesta intel·ligència artificial conversacional està al cercador Bing, però també s'ha implementat al navegador Microsoft Edge en una barra lateral. Això permetrà que el navegador també implementi funcions de ChatGPT, com ara resumir documents.
Aquest germà de ChatGPT per a Bing aplica un mètode per evitar respostes inadequades i resultats esbiaixats, que és un model per reaccionar als canvis al món. És com si la pròpia IA s'estigués provant a si mateixa pel que fa al context social per evitar donar respostes inadequades o respondre en temes que es consideren tòxics i inadequats.
El model d'IA de Bing també s'estarà actualitzant constantment gràcies a aquest sistema, evitant així que passi com ChatGPT, que depèn de les dades amb què va ser entrenat el 2021, i que ja s'han quedat obsolets en alguns casos.

## Què es pot fer amb el Xat de Bing
Bing té una cerca amb una capacitat de fins a 1.000 caràcters. Es poden realitzar cerques llargues i amb llenguatge complex, i el Xat de Bing és capaç d'entendre el que li has preguntat.
Microsoft ha posat èmfasi en tres opcions concretes que pot oferir aquest xat:
- Respostes completes. Bing revisa les webs de les cerques per resumir respostes, i que així es pugui tenir tota la informació sense haver d'anar entrant a diferents articles.

- Ajuda creativa. Bing ofereix ajuda per a temes com redactar un itinerari, un discurs, o una entrevista de treball. També permet crear qüestionaris per a jocs com Trivial. Tot això perquè s'ofereixin respostes complexes amb idees creatives.

- Nova experiència de xat. El Xat de Bing no funciona tant per paraules clau. Funciona a base de les cerques normals. No nes necessita escriure "oferta telefònica" per veure les últimes ofertes. Al seu lloc, funciona per Prompts, que són frases més llargues que inclouen variants, que la IA de Bing entén i interpreta.

El Xat de Bing, per exemple, pot oferir-te tot tipus de suggeriments quant a composició de textos. També permet poder cercar informació de forma més ràpida i extensa, o demanar-li que et faci textos de resum de temes concrets. És possible que es pugui realitzar moltes de les funcions de ChatGPT.
Quan es fa una cerca normal a Bing, a la dreta dels resultats de cerca apareix un quadre de xat, amb el qual es podrà interactuar amb el ChatGPT de Bing des de la pròpia pàgina de resultats. Per tant, és un sistema híbrid que pot ajudar amb els resultats.